# Jean Boudet (General)

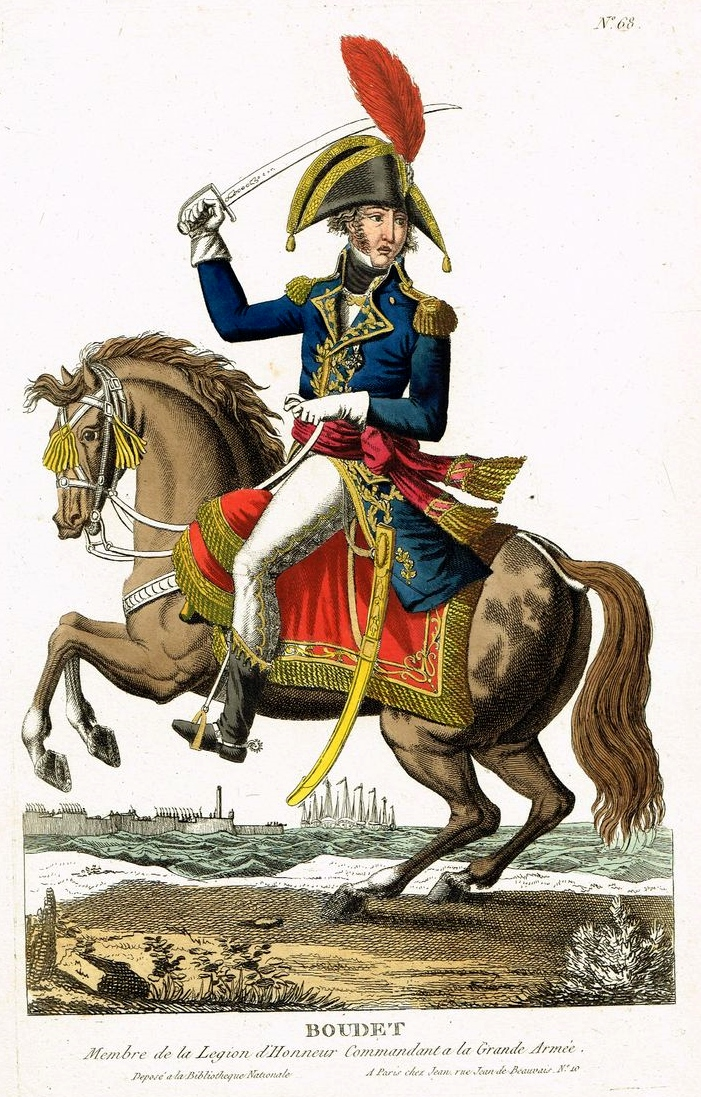
Jean Boudet

Jean Boudet (* 9. Februar 1769 in Bordeaux; † 14. September 1809 bei Mährisch Budweis) war ein französischer Général de division. 

## Leben und Wirken
Um 1784 schloss sich Boudet General Jean-Baptiste Desmarets an, der ihm sofort im Rang eines Sous-lieutenants ein kleines eigenes Kommando gab. Später wechselte Boudet zur Garde nationale, da er sich dort eine bessere Karriere ausrechnete. 
Schon früh machte Boudet die Bekanntschaft von Napoleon. Boudet konnte sich mehrfach durch Tapferkeit auszeichnen und wurde auch sehr schnell befördert. Nach einer weiteren Beförderung kam Anfang Juni 1800 u. a. Louis François Félix Musnier in seinen Stab.
In der Schlacht bei Marengo befehligte Boudet eine Division.
Als Napoleon 1801 seinen Schwager, General Charles Leclerc d’Ostin beauftragte, eine Strafexpedition gegen die Aufständischen unter Toussaint Louverture (→Haitianische Revolution) zu führen, meldete sich Boudet als einer der Ersten als Freiwilliger. Am 11. Dezember 1801 verließen sie unter dem Oberbefehl von Admiral Louis Thomas Villaret de Joyeuse Brest und segelten nach Saint-Domingue (Hispaniola). Am 5. Februar 1802 erreichten sie Port-au-Prince. 
Zurück in Frankreich schloss sich Boudet wieder der Grande Armée an. 
Im fünften Koalitionskrieg kämpfte Boudet u. a. in der Schlacht bei Wagram (5./6. Juli 1809), wo er seine gesamte Artillerie an den Feind verlor. Napoleon konnte ihm dieses nie verzeihen. Kurz nach einem weiteren äußerst demütigenden Gespräch mit dem Kaiser am 14. September desselben Jahres fand man Boudet tot auf. Es wurde nie zweifelsfrei geklärt, ob es Suizid war; von der Situation scheint es aber durchaus möglich zu sein.

## Ehrungen
- 1808 Baron de l’Émpire
- 2. Juni 1809 Grand Officier der Ehrenlegion
- 1810 Ritter vom Orden der Eisernen Krone
- Sein Name findet sich am östlichen Pfeiler (16. Spalte) des Triumphbogens am Place Charles-de-Gaulle (Paris)